# Dasychira pallidior
Dasychira pallidior är en fjärilsart som beskrevs av Holland. Dasychira pallidior ingår i släktet Dasychira och familjen tofsspinnare. Inga underarter finns listade i Catalogue of Life.